# Menemerus kochi
Espèce
Menemerus kochi est une espèce d'araignées aranéomorphes de la famille des Salticidae.

## Distribution
Cette espèce est endémique de l'île Sainte-Croix aux îles Vierges des États-Unis,.

## Description
La femelle holotype mesure 4,5 mm.

## Étymologie
Cette espèce est nommée en l'honneur de Carl Ludwig Koch.

## Publication originale
- Bryant, 1942 : Notes on the spiders of the Virgin Islands. Bulletin of the Museum of Comparative Zoology, no 89, p. 317-366 (texte intégral).